# 劉益宏
刘益宏（1949-2023），是台湾名嘴、記者。生于澎湖，东吴大学法律系毕业，曾任《中国时报》记者、主笔、副总编辑，《時報周刊》社副社長和中國電視公司董事。
劉益宏长期任社会记者，2002年把在报纸发表的有关专栏文章辑成《江湖一本正經》出版。著有《江湖一本正经》（2002）和《新闻一本正经》（2013）两书。

## 楊偉中學歷事件
2016年9月，名嘴歐崇敬爆料不當黨產處理委員會委員楊偉中「碩士學歷」造假
，隨後藍營名嘴.前立委如蔡正元、邱毅等指控楊偉中使用假學歷，楊偉中立刻提出「學位證明書」自清，楊偉中還說，歐崇敬居然假冒為「環球科技大學人事室人員」身份，向政大查詢楊偉中學歷，但名嘴們仍然不斷攻擊，認為「學位證明書」無效，劉益宏此時大動作，到台北地檢署告發楊偉中「偽造文書」，說要「發現真實」。楊偉中為了破除謠言，於是到校辦理好離校手續，正式領取畢業證書。